# ایزابلا دراگنوا
ایزابلا دراگنوا (بلغاری: Изабела Драгнева-Рифатова؛ زادهٔ ۱ اکتبر ۱۹۷۱) وزنه‌بردار اهل بلغارستان بود.
وی در مسابقات کشوری و بین‌المللی در مجموع برندهٔ ۸ مدال طلا، ۶ مدال نقره، ۲ مدال برنز شده‌است.